# 3. Liga
3. Liga là hạng đấu bóng đá chuyên nghiệp xếp cấp độ thứ ba ở Đức. Trong hệ thống giải đấu bóng đá Đức, nó xếp dưới 2. Bundesliga và xếp trên Regionalliga.
Giải đấu hiện nay được thành lập từ mùa giải 2008–09, thay thế cho Regionalliga - giải đấu từng xếp ở cấp độ thứ ba trước đây. Ở Đức, 3. Liga là cấp độ cao nhất mà một đội bóng dự bị có thể thi đấu.